# 이주연 (1994년)
이주연(1994년~)은 대한민국의 배우이다. 2017년 8월 5일, 파주에서 열린 제1회 다양성영화 신인배우 발굴 프로젝트 오디션에서 400 대 1의 경쟁률을 뚫고 데뷔했다.

## 출연 작품

### 영화
- 《샤이닝》 (2014년)
- 《내 안에》 (2014년)
- 《거리》 (2014년)
- 《베스트 컷》 (2016년)
- 《윤서는 힘이 세다》 (2016년)
- 《홈메이드》 (2016년)
- 《연중의 꿈》 (2016년)
- 《기쁜 우리 여름날》 (2020년) - 세영 역
- 《만분의 일초》 (2023년) - 우수아 역

### 연극
- 2013년 《임이랑 지우기》
- 2015년 《만선》
- 2017년 《19, 열아홉》

### 드라마
- 2018년 SBS 《스위치-세상을 바꿔라》 - 오소라 역
- 2019년 JTBC 《스카이캐슬》 - 이가을 역
- 2019년 JTBC 《초콜릿》 - 배나라 역
- 2020년 tvN 《악의 꽃》 - 사이코패스 사회복지사 역
- 2020년 JTBC 《사생활》 - 강수진 역
- 2022년 ENA 《얼어죽을 연애따위》 - 한지연 역
- 2024년 TVING  《피라미드 게임》 - 심은정 역
- 2024년 Netflix 《종말의 바보》 - 김민지 역
- 2025년 JTBC 《에스콰이어 : 변호사를 꿈꾸는 변호사들》 - 최호연 역

### 방송
- SBS《골 때리는 그녀들》 (2024년) - fc액셔니스타 골키퍼